# Farní sbor Českobratrské církve evangelické v Javorníku nad Veličkou
Farní sbor Českobratrské církve evangelické v Javorníku nad Veličkou je farním sborem Českobratrské církve evangelické v horňácké obci Javorník asi 1 km od Velké nad Veličkou. Sbor spadá pod Východomoravský seniorát. V katolickém kraji je Javorník z velké části evangelickou obcí. Bohoslužby probíhají v tolerančním kostele z roku 1783. Sbor má kazatelskou stanici v obci Suchov.
Od září 2013 je farářem Petr Kulík, předchozí farář Josef Hurta zde působil v letech 1997–2011, kurátorem sboru je Luděk Mikáč.
Sbor má tradici uchovávání tzv. Elsnerova kancionálu, z něhož se doposud zpívá.

## Fotogalerie

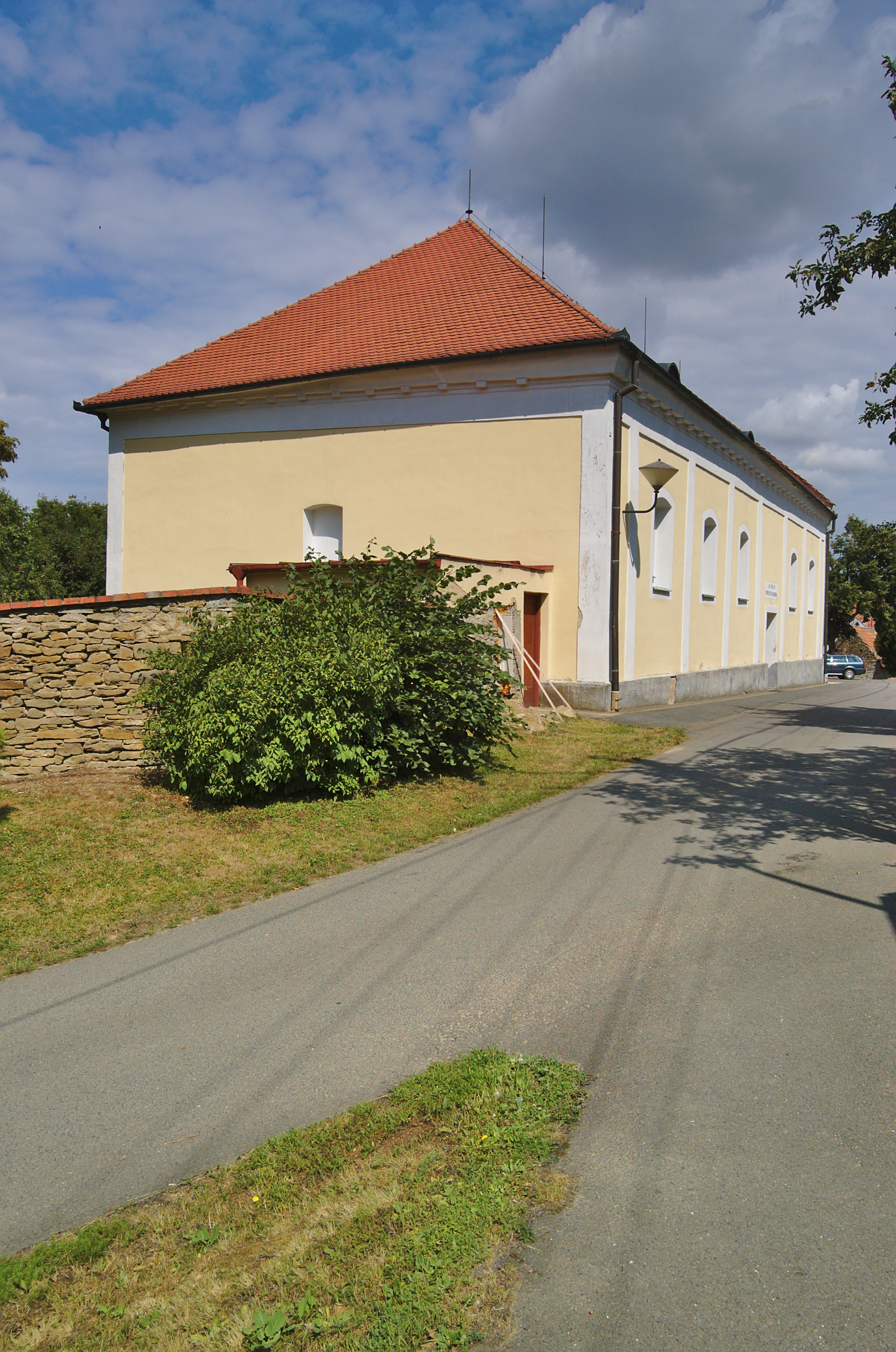
Kostel
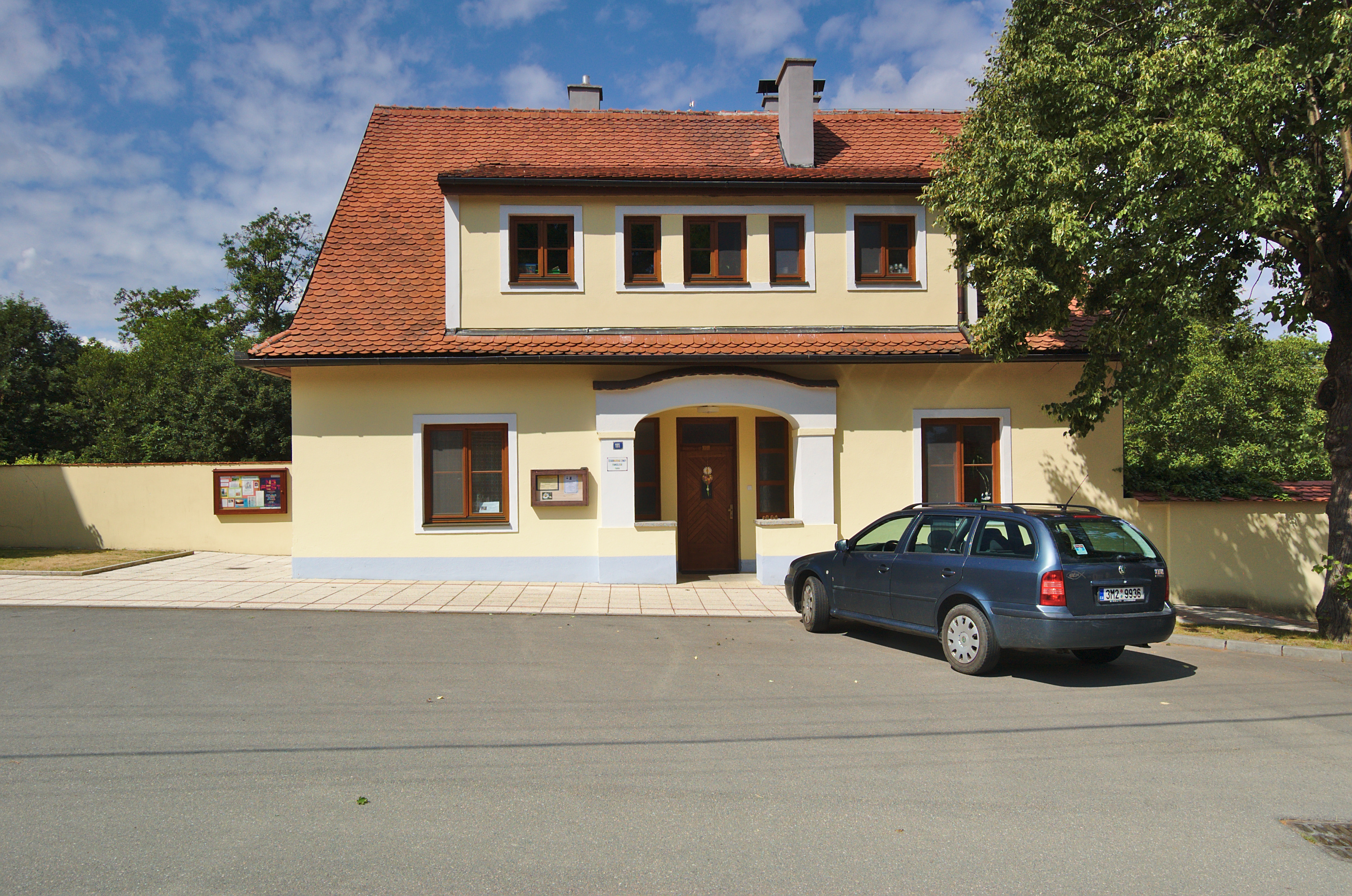
Fara
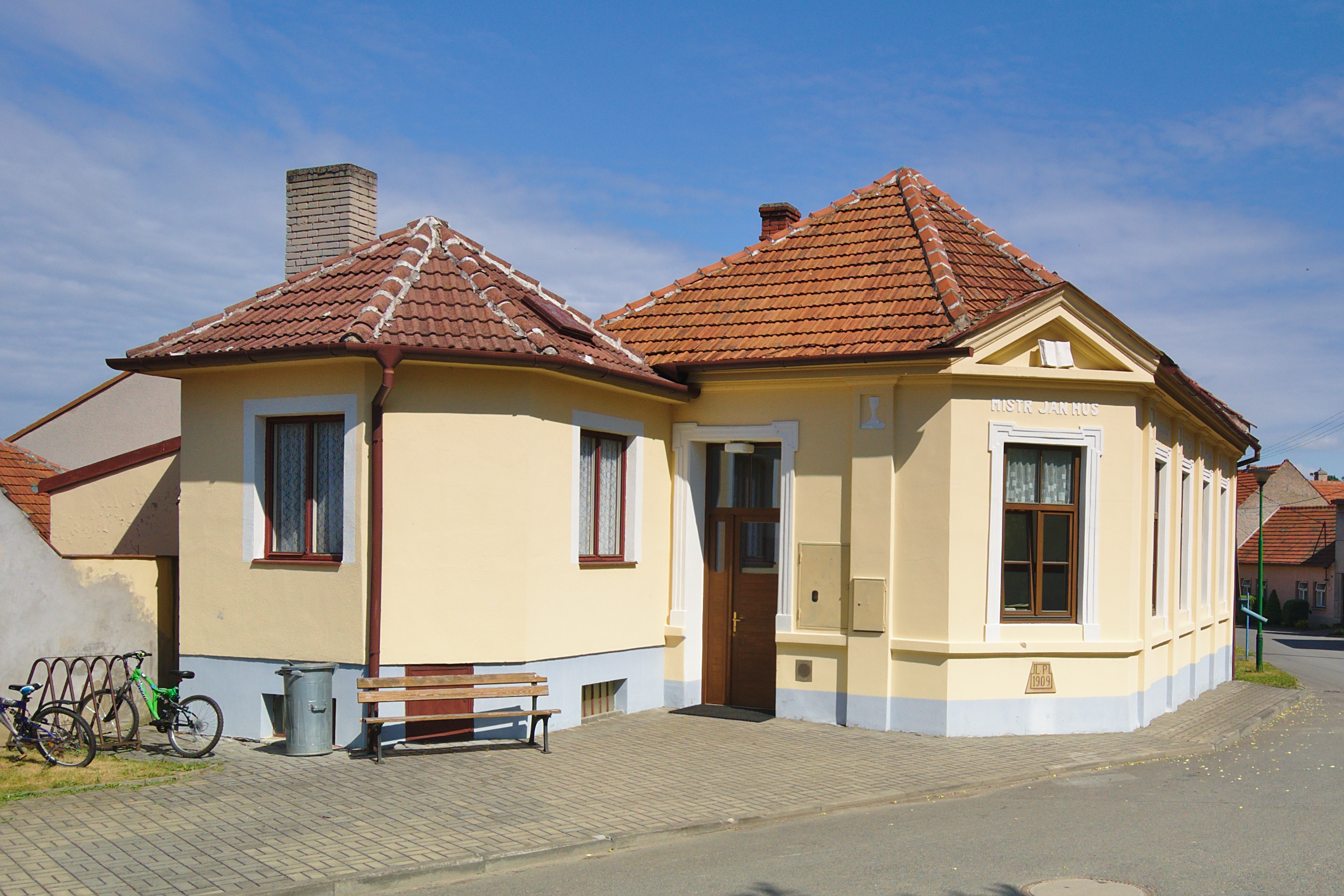
Sborový dům